# 葵丝·帕拉雅
葵丝·帕拉雅（クェス・パラヤ，Quess Paraya）为日本动画高达系列中的女性角色，初次登场于1988年动画电影《机动战士高达 逆袭的夏亚》中。她在剧中是联邦高官之女，被新吉恩军总帅夏亚带走培养成MS驾驶员并启发了新人类能力。
作为一个性格敏感的高官之女，葵丝引发了哈萨维·诺亚的恋慕，而她在地球联邦和新吉翁这两股势力间的转换也给故事发展带来了变化。她的死对哈萨维带来了深远的影响，以至于多年后依然左右着后者的行动。该角色不仅在《逆袭的夏亚》相关作品中登场，也在《机动战士高达 闪光的哈萨维》相关作品中被提及。

## 人物概述
葵丝是一个13岁的女孩，紮着左右长度不同的双马尾。作为地球联邦政府高官亚迪那瓦·帕拉雅的女儿，葵丝却具有新人类能力。在作品中，她辗转于地球联邦和新吉恩两方阵营。
她一方面敏感、能敏锐地读懂别人的心思，或者能预见对方今后将如何对自己有所牵连；另一方面，这种举止让她看起来情绪不稳定而古怪。缺点则是情绪波动太大、肤浅、无法考虑周围环境而采取自私的行动，甚至是不加掩饰地说出自己的想法。
在影片中，葵丝经历了复杂的人际关系。虽然得到了哈萨维、裘尼两人的异性好感。但其内心却因在缺爱的家庭中长大而备受伤害，强烈得渴望着父爱，并前后分别向阿姆罗和夏亚寻求父亲般的感觉。由此也对倩和娜奈·米格尔产生了强烈的嫉妒。
虽然是在地球上出生和长大，但葵丝认为只要成为新人类，就使人与人之间互相理解。因此，她曾离家出走到印度，在一位名叫克里斯蒂娜的女子的指导下，为成为新人类而进行修行。
在电影中，这一角色由川村万梨阿配音，在角川磁带文库出版的广播剧中则由庄真由美配音。

## 剧情
在第二次新吉恩战争即将开始之际，葵丝被父亲委托的猎人组织从修行中带了回来，与父亲一起从旧香港的航天发射中心升入太空。她在此行中认识了哈萨维，但是他们知道在这个时候自己搭乘的太空梭会出现坠落中的月神五号异常接近。在宇宙中，她寄身于朗德·贝尔舰队，对新人类前辈阿姆罗·雷和操纵MS产生了兴趣。但是渐渐地，她觉得自己受到了周围人的冷落。在察觉到女机械师珍·亚吉与阿姆罗之间的关系时同她发生冲突，表示自己全因倩而无法陪在阿姆罗身边。之后，她与阿姆罗和哈萨维一起在SIDE1的殖民地罗德尼翁与夏亚相遇。在目睹了阿姆罗与夏亚的搏斗后她站到了夏亚一边，受夏亚话语的鼓动，投靠了新吉恩。
在新吉恩，葵丝同情夏亚的思想以及与她自己同样的孤独感，同时也对夏亚产生了独占的欲望，但夏亚自己却对她无能为力，一边温柔地对待他，一边却把她当作战争工具。这引起了夏亚手下已经喜欢上葵丝的强化人机师裘尼的不满。但是葵丝自己并没有意识到夏亚对她的看法。
葵丝在新吉恩旗下新人类研究所接受心理印刻和训练，熟练掌握浮游炮等，展现出非凡的才能，发挥新人类专用机雅库特·多加和α·阿索隆的性能。另一方面，在月神二号的首战中，葵丝在没有意识到自己攻击的巡洋舰舰桥上有父亲阿登纳的情况下，亲手将其击沉。自此，葵丝彻底失去了情感的平衡。相信夏亚的“地球消失后，人人都会成为新人类，并互相理解”的思想后，葵丝选择继续与地球联邦军队进行战斗。
在最终战斗中，葵丝与爱慕着她的哈萨维再次相遇。哈萨维挺身而出对她进行劝说但遭到拒绝。在感觉到她的存在是危险的倩的攻击下，α·阿索隆被倩驾驶的Re-GZ靈格斯击落，葵丝也最终战死。她在死前，为了避免哈萨维卷入危险，将他推出爆炸波及圈。在葵丝的最后时刻中，个人之间的差异，而不是事业上的差异，形成了一系列悲剧，这也是电影中的一大亮点。另外，葵丝最终也没有得到她所一直追求的父爱，这一点在影片结尾阿姆罗与夏亚的对话中也被提及。

## 人物创作
在初期设定中，她的名字是珂絲·艾亞“（Quess Air）”，在电影中也有在新吉恩军中为了隐瞒她是地球联邦高层官员的女儿而使用这个名字作为化名的场面。她原本的姓氏“帕拉雅”是从她修炼过的印度种姓制度中的不可触民帕莱雅那里得来的。不可触民是种姓之外的人。
据悉，葵丝在作品中的位置是对应《機動戰士Z GUNDAM》的主人公卡缪·比丹。与卡缪一样，反映了当时大人眼中的年轻人形象。负责人物设计的北爪宏幸表示，葵丝是整部作品中费时最多的角色，在掌握导演富野的形象之前，经过了多次修改。在电影中为葵丝配音的川村万梨阿表示，为了不让人们认为她的性格是负面的，而小心翼翼地扮演了这个角色。但是这个偏向在影迷之间也得到了否定的评价，因此出现了赞成和反对的意见。

## 其他作品登场情况
在小说《机动战士高达 逆袭的夏亚 贝托蒂嘉的子嗣》中，葵丝自寄身于新吉恩之后，就把α·阿索隆作为搭乘机体，其最后结局与电影版有所不同。在小说中，搭乘在杰刚上的哈萨维为了救助阿姆罗而发射了导弹，而且碰巧击中了α·阿索隆的驾驶席，结果杀死了葵丝。这一结局也被续作小说《机动战士高达 闪光的哈萨维》所沿用。
而在后来制作的OVA《GUNDAM EVOLVE 5》中则是葵丝击落了哈萨维的座机。最后在阿姆罗的劝导下，葵丝解除了自己的武装，並前去救援還倖存的哈萨维。
在电影《机动战士高达 闪光的哈萨维》中，当琪琪起身喝止劫机犯时发出的一句“干掉他！（やっちゃいなよ！）”时，导演确认也混合了由川村万梨阿配音的葵丝的声音在内。

## 影响与评价
葵丝的出现，吸引了哈萨维，后者甚至为了将其从夏亚手中救出而擅自登上父亲的战舰闯入战场。葵丝的死对哈萨维·诺亚带来了巨大的影响。葵丝与《0083》中的妮娜和《V》中的卡迪珍娜一起被评为“高达三大恶女”。在“高达系列最令人感到遗憾的新人类”中，葵丝获选排名第5。

## 脚注

### 资料来源
1. ↑  . GUNDAM.INFO | The official Gundam news and video portal.   [2020-01-12]. （原始内容存档于2020-01-13） （中文（中国大陆））.
2. 1 2 3 4 5  別冊アニメディア1998、14-15頁。
3. 1 2 3 4 5  映画パンフレット、§MAIN CHARACTERS RELATION。
4. 1 2 3  石井誠. . Yahoo!ニュース. 2021-06-14  [2021-06-17]. （原始内容存档于2021-06-15） （日语）.
5. 1 2 3  映画パンフレット、§MESSAGE MAINCAST。
6. 1 2 3 4  別冊アニメディア1998、109頁。
7. 1 2 3 4  小黒 2010，§462 クェス・パラヤ
8. ↑  小黒 2010，§463 ギュネイ・ガス
9. ↑  小黒 2010，§459 『機動戦士ガンダム　逆襲のシャア』
10. ↑  . zt.tgbus.com.   [2020-01-12]. （原始内容存档于2020-01-13）.
11. 1 2  小黒 2010，§469 シャアが狙った完全勝利
12. 1 2 3 4 5  . キャリコネニュース. 2018-11-24  [2022-06-04]. （原始内容存档于2022-05-09） （日语）.
13. ↑  ベルトーチカ・チルドレン、25,28頁。
14. ↑  . www.gundam-cca.net.   [2020-01-14]. （原始内容存档于2020-01-14） （日语）.
15. ↑  Isaac Alexander. . Anime News Network. 2002-12-16  [2021-04-07]. （原始内容存档于2020-10-01） （英语）.
16. ↑  . 電撃オンライン.   [2022-06-05]. （原始内容存档于2022-06-05） （日语）.
17. ↑  ベルトーチカ・チルドレン、66頁。
18. ↑  Ian Wolf. . Anime UK News. 2019-07-28  [2021-04-07]. （原始内容存档于2020-11-27） （英国英语）.
19. ↑  电影中，被击坠前，葵丝与倩的对话
20. 1 2  神楽舞創. . ふたまん＋.   [2022-07-09]. （原始内容存档于2022-07-09） （日语）.
21. ↑  . www.sohu.com. 搜狐. 2018-12-04  [2020-01-14]. （原始内容存档于2020-01-14） （中文（中国大陆））.
22. 1 2  別冊アニメディア1998、77頁。
23. ↑  . new.qq.com. 2021-03-28  [2021-04-08]. （原始内容存档于2021-04-13） （中文（中国大陆））.
24. ↑  . GUNDAM.INFO | The official Gundam news and video portal.   [2020-01-12]. （原始内容存档于2020-01-13） （中文（中国大陆））.
25. ↑  ベルトーチカ・チルドレン、181頁。
26. ↑  ベルトーチカ・チルドレン、221頁。
27. ↑  ベルトーチカ・チルドレン、223頁。
28. ↑  『月刊ニュータイプ』1988年4月号、角川書店、15頁。
29. ↑  . ねとらぼ調査隊. 2021-10-09  [2022-07-03]. （原始内容存档于2022-07-02） （日语）.
30. ↑  . アニメ！アニメ！.   [2022-07-03]. （原始内容存档于2022-07-02） （日语）.
31. ↑  . www.amazon.co.jp.   [2022-07-03]. （原始内容存档于2022-07-03）.
32. ↑  . www.amazon.co.jp.   [2022-07-03]. （原始内容存档于2022-07-03）.
33. ↑  . akiba-souken.com. 2018-10-11  [2022-07-03]. （原始内容存档于2022-07-03） （日语）.
34. ↑  ベルトーチカ・チルドレン、171頁。
35. ↑  別冊アニメディア1998、90頁。
36. ↑  Kaminsky; Long, Roger D. . ABC-CLIO. 2011: 156  [2022-07-03]. ISBN 978-0-313-37463-0. （原始内容存档于2022-02-17）.
37. ↑  Kanmony, Jebagnanam Cyril. . Mittal Publications. 2010: 198  [2022-07-03]. ISBN 978-81-8324-348-3. （原始内容存档于2022-06-02）.
38. ↑  小黒 2010，第466頁
39. ↑  小黒 2010，第471頁
40. ↑  映画パンフレット、§MESSAGE MAINSTAFF。
41. 1 2  別冊アニメディア1998、94-97頁。
42. ↑  別冊アニメディア1998、105-106頁。
43. ↑  小黒 2010，第472頁
44. ↑  ベルトーチカ・チルドレン、179,219頁。
45. ↑  . TSUTAYA.  [2021-05-07]  [2022-07-09]. （原始内容存档于2022-06-04） （日语）.
46. ↑  ベルトーチカ・チルドレン、356頁。
47. ↑  . nikenickel.com. 2018-12-15  [2022-07-09]. （原始内容存档于2022-07-09） （日语）.
48. ↑  . Febri | アニメカルチャーメディア. 2021-06-10  [2022-07-09]. （原始内容存档于2022-06-14） （日语）.
49. ↑  . MANTANWEB（まんたんウェブ）.   [2022-06-04]. （原始内容存档于2022-06-08） （日语）.
50. ↑  . www.fashion-press.net.  [2021-11-18]  [2022-07-09]. （原始内容存档于2022-07-09） （日语）.
51. ↑  竜司, 加山. . 文春オンライン.  [2021-04-22]  [2022-07-09]. （原始内容存档于2022-07-09）.
52. ↑  . ねとらぼ調査隊. 2021-10-09  [2022-07-09]. （原始内容存档于2022-07-02） （日语）.

## 相关项目
- 高达系列作品的登场人物一览